# Petrolândia
Petrolândia là một đô thị thuộc bang Pernambuco, Brasil. Đô thị này có diện tích 1088,2 km², dân số năm 2007 là 31412 người, mật độ 28,87 người/km².